# Kids of the Future
«Kids of the Future» es un sencillo de la banda estadounidense pop-rock Jonas Brothers, lanzado el 27 de marzo del 2007.
La canción es un cover de "Kids in America" de la cantante británica Kim Wilde que lanzó en 1981. La canción fue titulada "Kids of the Future", para el soundtrack de la película Meet the Robinsons.
- Datos: Q5959536